# Residente general japonés de Corea

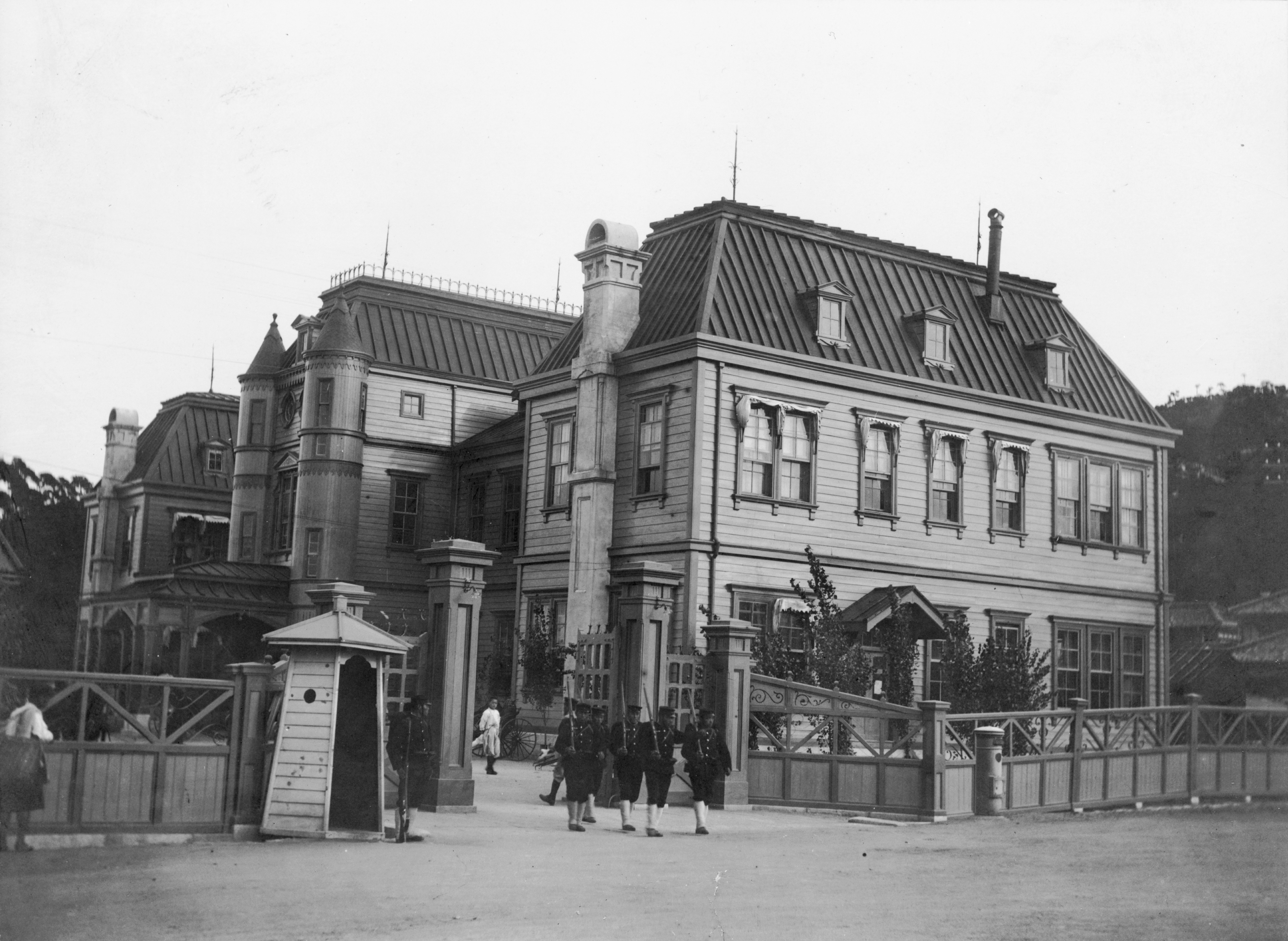
Edificio gubernativo.

Cuando Corea era un protectorado de Japón de 1905 a 1910, Japón estaba representado por un residente general. Este puesto fue muy odiado entre los coreanos nativos, y la opinión internacional lo consideró nada más que una sanción imperial para alejar los intereses imperiales de China, Rusia y las potencias occidentales (colectivamente: Reino Unido, Francia y Estados Unidos). Todos los generales residentes fueron asesinados o fueron blanco de asesinatos.

## Lista de residentes generales japoneses
Artículo principal: Lista de Residentes-Generales japoneses de Corea

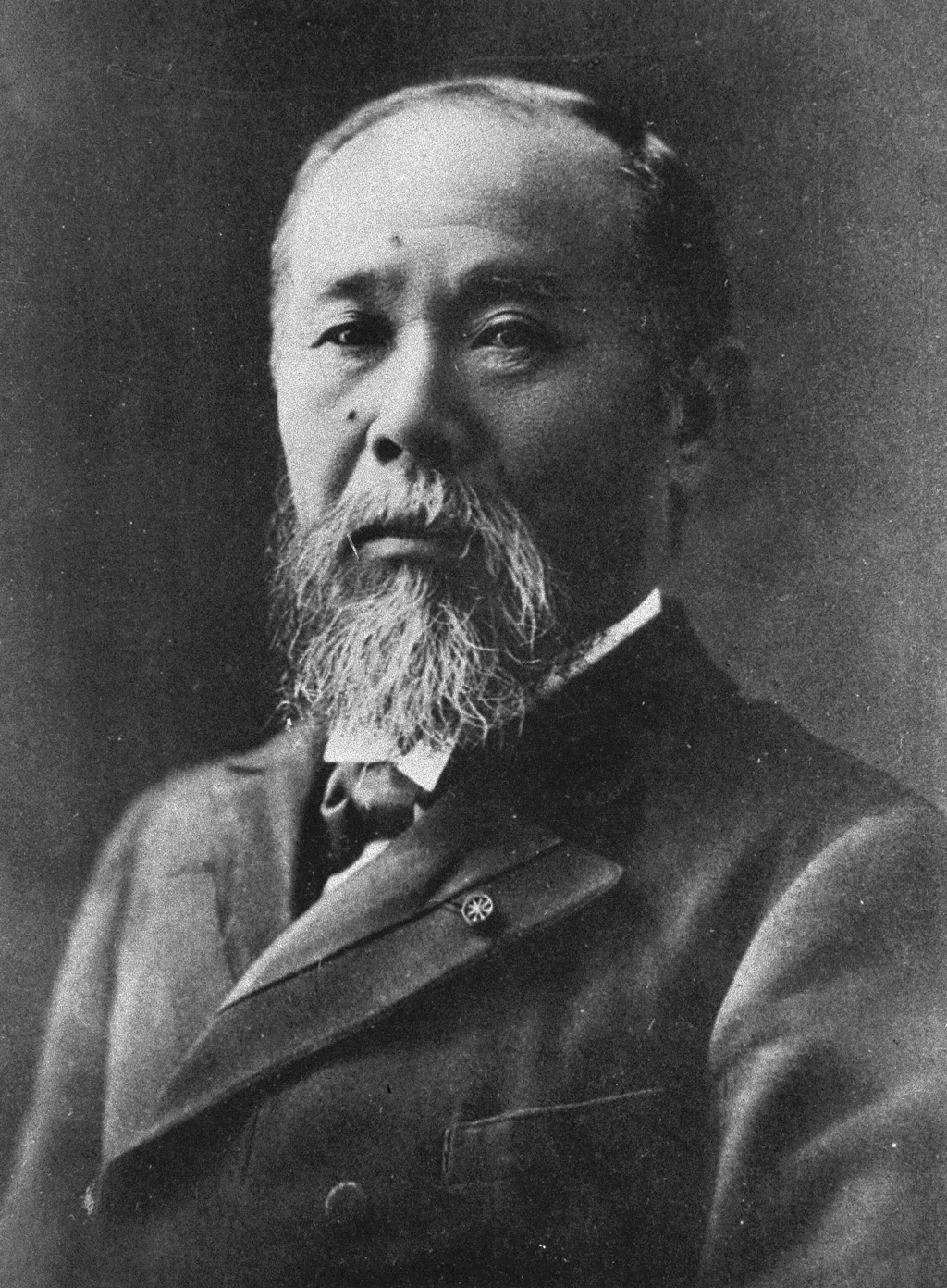
1.º residente general, el Príncipe Itō Hirobumi, el 21 de diciembre de 1905.
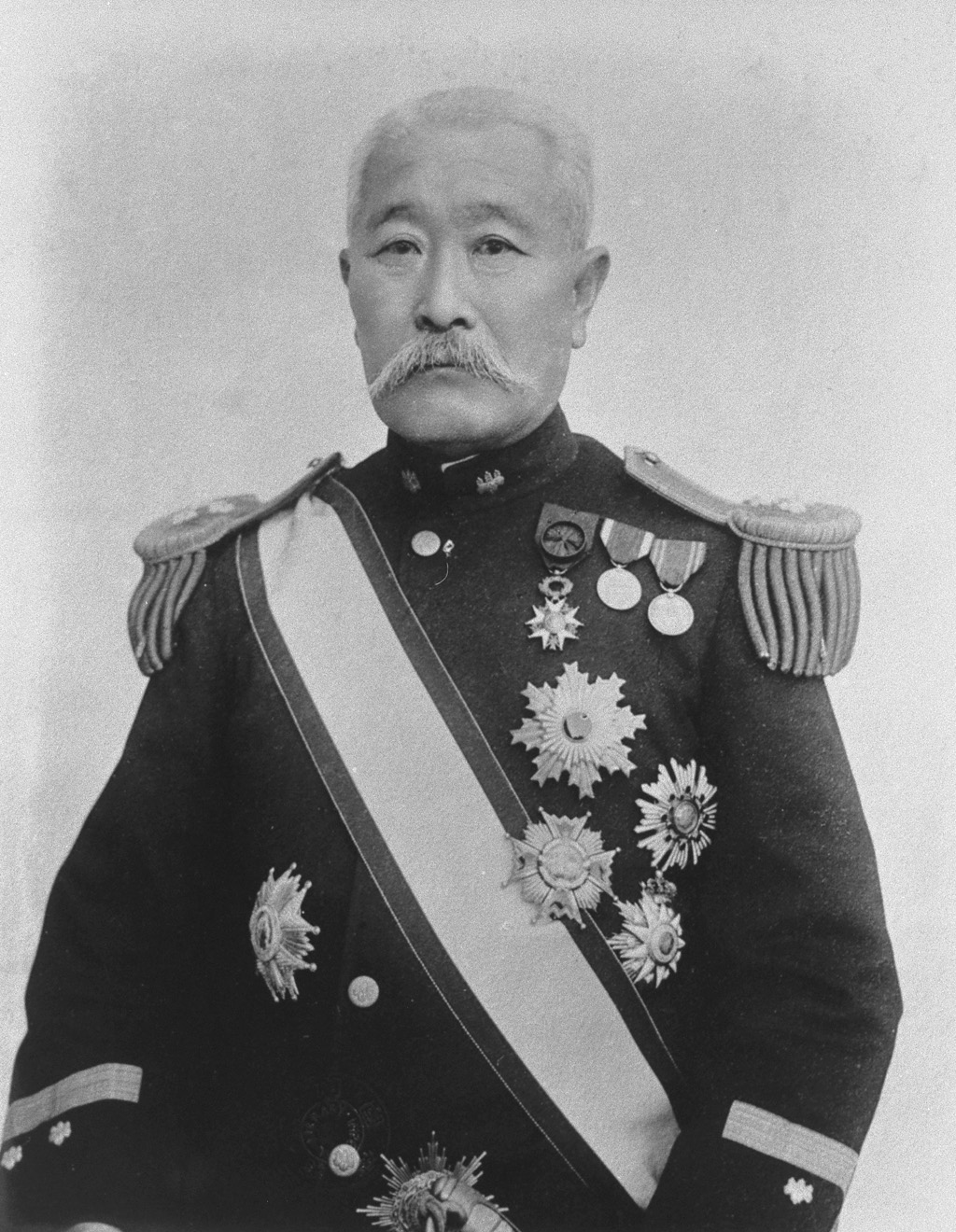
2.º residente general, el vizconde Sone Arasuke, el 14 de junio de 1909.
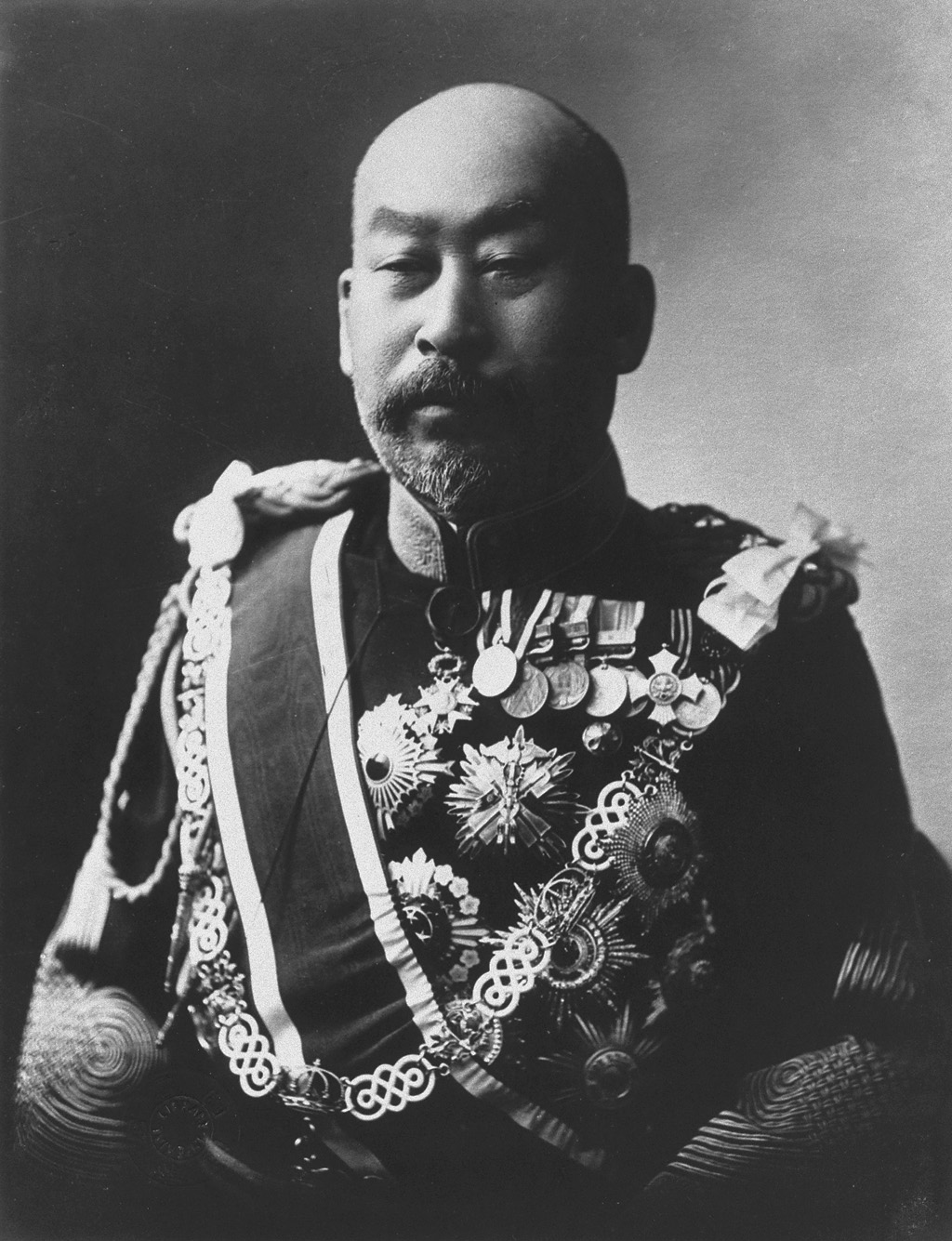
3.º residente general, el vizconde Terauchi Masatake, el 30 de mayo de 1910.

1. Príncipe Itō[1]
2. Vizconde Sone[1]
3. General y vizconde Terauchi[1]